# Lac Amadjuak
Ne doit pas être confondu avec Amadjuak.
Le lac Amadjuak (65° N, 71° O) est le second lac en grandeur (après le Lac Nettilling) de l’île de Baffin et le cinquième plus grand lac du Nunavut. Il est situé à 113 m d’altitude dans la grande plaine de la rivière Koukdjuak, dans le centre sud de l’île et a une superficie de 3115 km2. Les hauts escarpements sont rares dans l'intérieur de l'Arctique et le lac est reconnu pour ses escarpements de calcaire d’une hauteur allant jusque 30 m. Ceux-ci marquent un front de cuesta, au profil accentué par les vagues du lac qui emportent les débris s'accumulant à la base.